# Mastigochirus
Mastigochirus is een geslacht van kreeftachtigen uit de klasse van de Malacostraca (hogere kreeftachtigen).

## Soorten
- Mastigochirus gracilis (Stimpson, 1858)
- Mastigochirus quadrilobatus Miers, 1878